# Hendrik II van Lotharingen
Hendrik II van Lotharingen bijgenaamd de Goede (Nancy, 8 november 1563 — aldaar, 31 juli 1624) was van 1582 tot aan zijn dood markgraaf van Pont-à-Mousson en van 1608 tot aan zijn dood hertog van Lotharingen.

## Levensloop
Hendrik II was de oudste zoon van hertog Karel III van Lotharingen en diens echtgenote Claudia van Valois, dochter van koning Hendrik II van Frankrijk. Door de Hugenotenoorlogen kon hij in tegenstelling tot zijn vader en grootvader niet opgevoed worden aan het Franse koninklijk hof in Parijs. In de Franse godsdienstoorlogen vocht hij aan de zijde van de katholieken. In 1582 benoemde zijn vader hem tot markgraaf van Pont-à-Mousson.
In 1608 volgde hij zijn vader op als hertog van Lotharingen. Als fundamentalistische katholiek voerde hij de Contrareformatie door in zijn gebieden en vaardigde hij meerdere edicten uit waarin hij de verbanning van protestanten uit zijn gebied beval. Tegelijkertijd was hij vrij toegeeflijk tegenover de protestanten in Lixheim, dat in 1623 onderdeel van Lotharingen werd. In de Dertigjarige Oorlog stelde hij zich neutraal op en probeerde hij zelfs de strijdende partijen gematigder te doen opstellen. 
Omdat Hendrik II geen mannelijke nakomelingen had, wilde hij de erfopvolging door zijn dochter Nicola bekomen. Het probleem was echter dat hertog René II van Lotharingen in zijn testament enkel mannelijke erfopvolging had vastgelegd, waardoor zijn jongere broer Frans van Vaudémont zijn erfopvolger was. Na onderhandelingen huwde Nicola in 1621 uiteindelijk met Frans' zoon Karel, maar dan wel met de bedoeling dat Nicola de macht alleen uitoefende.
Tegen het einde van zijn leven rekruteerde Hendrik soldaten die Lotharingen moesten beschermen tegen oprukkende legertroepen en liet hij de vestingen versterken, wat de financiën van zijn hertogdom echter geen goed deed. Ook stichtte hij in 1608 de gemeente Henriville.
In juli 1624 stierf Hendrik op 60-jarige leeftijd. Zijn dochter Nicola volgde hem op als hertogin van Lotharingen, maar werd in 1625 door de Staten-Generaal afgezet ten voordele van zijn jongere broer Frans, die na vijf dagen abdiceerde ten voordele van zijn zoon Karel. 

## Huwelijken en nakomelingen
Op 31 januari 1599 huwde hij met Catharina van Bourbon (1559-1604), hertogin van Albret en zus van koning Hendrik IV van Frankrijk. Omdat Catharina calvinistisch was en Hendrik II katholiek, was er voor het huwelijk pauselijke dispensatie nodig. Het huwelijk bleef kinderloos.
Op 26 april 1606 huwde hij met zijn tweede echtgenote Margherita (1591-1632), dochter van hertog Vincenzo I Gonzaga van Mantua. Ze kregen vier dochters:
- een doodgeboren dochter (1607)
- Nicola (1608-1657), hertogin van Lotharingen, huwde in 1621 met hertog Karel IV van Lotharingen
- een dochter (1611)
- Claude (1612-1648), huwde in 1634 met hertog Nicolaas II van Lotharingen

## Voorouders
| Voorouders van Hendrik II van Lotharingen | Voorouders van Hendrik II van Lotharingen                                     | Voorouders van Hendrik II van Lotharingen                                     | Voorouders van Hendrik II van Lotharingen                                         | Voorouders van Hendrik II van Lotharingen                                         | Voorouders van Hendrik II van Lotharingen                                    | Voorouders van Hendrik II van Lotharingen                                    | Voorouders van Hendrik II van Lotharingen                                            | Voorouders van Hendrik II van Lotharingen                                            |
| ----------------------------------------- | ----------------------------------------------------------------------------- | ----------------------------------------------------------------------------- | --------------------------------------------------------------------------------- | --------------------------------------------------------------------------------- | ---------------------------------------------------------------------------- | ---------------------------------------------------------------------------- | ------------------------------------------------------------------------------------ | ------------------------------------------------------------------------------------ |
| Overgrootouders                           | Anton van Lotharingen (1489–1544) ∞ Renée van Bourbon-Montpensier (1494-1539) | Anton van Lotharingen (1489–1544) ∞ Renée van Bourbon-Montpensier (1494-1539) | Christiaan II van Denemarken (1381-1559) ∞ 1533 Isabella van Habsburg (1501-1526) | Christiaan II van Denemarken (1381-1559) ∞ 1533 Isabella van Habsburg (1501-1526) | Frans I van Frankrijk (1494-1547) ∞ 1514 Claude van Frankrijk (1499-1523)    | Frans I van Frankrijk (1494-1547) ∞ 1514 Claude van Frankrijk (1499-1523)    | Lorenzo II de' Medici (1492-1519) ∞ 1518 Madeleine de La Tour d'Auvergne (1498-1519) | Lorenzo II de' Medici (1492-1519) ∞ 1518 Madeleine de La Tour d'Auvergne (1498-1519) |
| Grootouders                               | Frans I van Lotharingen (1517–1545) ∞ Christina van Denemarken (1521-1590)    | Frans I van Lotharingen (1517–1545) ∞ Christina van Denemarken (1521-1590)    | Frans I van Lotharingen (1517–1545) ∞ Christina van Denemarken (1521-1590)        | Frans I van Lotharingen (1517–1545) ∞ Christina van Denemarken (1521-1590)        | Hendrik II van Frankrijk (1519-1559) ∞ 1533 Catharina de' Medici (1519-1589) | Hendrik II van Frankrijk (1519-1559) ∞ 1533 Catharina de' Medici (1519-1589) | Hendrik II van Frankrijk (1519-1559) ∞ 1533 Catharina de' Medici (1519-1589)         | Hendrik II van Frankrijk (1519-1559) ∞ 1533 Catharina de' Medici (1519-1589)         |
| Ouders                                    | Karel III van Lotharingen (1543–1608) ∞ Claudia van Valois (1547-1575)        | Karel III van Lotharingen (1543–1608) ∞ Claudia van Valois (1547-1575)        | Karel III van Lotharingen (1543–1608) ∞ Claudia van Valois (1547-1575)            | Karel III van Lotharingen (1543–1608) ∞ Claudia van Valois (1547-1575)            | Karel III van Lotharingen (1543–1608) ∞ Claudia van Valois (1547-1575)       | Karel III van Lotharingen (1543–1608) ∞ Claudia van Valois (1547-1575)       | Karel III van Lotharingen (1543–1608) ∞ Claudia van Valois (1547-1575)               | Karel III van Lotharingen (1543–1608) ∞ Claudia van Valois (1547-1575)               |
| Hendrik II van Lotharingen (1563–1624)    |                                                                               |                                                                               |                                                                                   |                                                                                   |                                                                              |                                                                              |                                                                                      |                                                                                      |